# Marzena Domaros
Marzena Domaros, ps. Anastazja Potocka, Anastazja P. (ur. 15 czerwca 1967 w Zblewie) – polska dziennikarka, autorka i główna bohaterka jednego z największych skandali obyczajowych w Polsce w latach 90. XX w.

## Życiorys
Urodziła się 15 czerwca 1967 w Zblewie. Jej ojciec był palaczem kotłowym, a matka pracownicą umysłową. Ma młodszą siostrę. Ukończyła I Liceum Ogólnokształcące im. Marii Skłodowskiej-Curie w Starogardzie Gdańskim. Studiowała zaocznie polonistykę na Uniwersytecie Gdańskim i uczyła języka polskiego w szkole podstawowej, studia przerwała na drugim roku.
Była zatrudniona w Starogardzkim Centrum Kultury, a po przeprowadzce do Gdańska od 3 marca 1989 w tamtejszym Centrum Edukacji Teatralnej Dzieci i Młodzieży. Wykorzystując nabytą w liceum znajomość języka francuskiego w 1990 współpracowała z Gdańskim Ośrodkiem TV, pracowała w Polskim Radiu Gdańsk. W sierpniu 1990 udzielała się przy organizacji Igrzysk „Solidarności”. Od 1 lipca do listopada 1991 była zatrudniona na pół etatu w „Wieczorze Wybrzeża” (w sierpniu 1991 była akredytowana przy Festiwalu w Sopocie), z którego ukradła firmową pieczątkę i w ten sposób wyłudzała pieniądze od przedsiębiorców, obiecując w zamian reklamę w gazecie.
Wiosną 1992 przybyła do Warszawy i uzyskała akredytację prasową przy Sejmie RP I kadencji (1991-1993) jako korespondentka paryskiego dziennika „Le Figaro”, w którym w rzeczywistości nigdy nie pracowała (pomocy w tym udzielił jej znajomy dziennikarz z Francji). Niekiedy deklarowała reprezentowanie innego francuskiego dziennika „Le Monde”. Z dwiema innymi kobietami założyła fikcyjne Stowarzyszenie Pani Walewskiej w Walewicach, obwołała się prezesem honorowym tegoż i bywała uważana za hrabinę. W tym czasie była zatrudniona w miesięczniku „Ona”. Z czasem w prasie pojawiały się informacje o jej rzekomych kontaktach prywatnych z niektórymi posłami oraz że po zaciągnięciu pożyczek Potocka jest dłużna klubom parlamentarnym i politykom łącznie 871 mln zł (przed denominacją).
W drugiej połowie 1992 zdecydowała o napisaniu i wydaniu książki, opisującej jej wspomnienia z życia parlamentarnego. W październiku 1992 została zatrzymana w Warszawie przez policję i przebywała w areszcie na Grochowie przez dwa dni. Wobec braku umiejętności profesjonalnego napisania zaplanowanej książki Domaros skorzystała ze związanego z wydawnictwem BGW dziennikarza, Jerzego Skoczylasa, który jako tzw. ghostwriter zredagował przekazane przez nią zwierzenia. W trakcie drukowania książki Prokuratura Rejonowa w Gdańsku 12 listopada 1992 wydała list gończy za Marzeną Domaros w związku z prowadzonym postępowaniem, w którym była podejrzewana o kradzieże, przywłaszczenia i oszustwa. Domaros ukrywała się przez kilkanaście dni w różnych miejscach. W tym czasie udzieliła swoich wspomnień przed kamerą, które zostały wydane na kasecie wideo przez wydawnictwo „NIE – po oczach” Jerzego Urbana.
Na tydzień przed oddaniem książki do druku BGW odstąpiła treść publikacji do Domu Wydawniczego „Refleks”. W listopadzie 1992 została wydana książka zatytułowana Pamiętnik Anastazji P. z podtytułem Erotyczne immunitety, którą sygnowano jednocześnie przybraną tożsamością oraz prawdziwym imieniem i nazwiskiem – dosłownie Anastazja Potocka (Marzena Domaros). W treści książki opisała szczegółowo swoje znajomości o charakterze towarzyskim z posłami na Sejm RP I kadencji, w tym domniemane stosunki seksualne z ówczesnym wicemarszałkiem Andrzejem Kernem oraz posłami SdRP, Aleksandrem Kwaśniewskim i Leszkiem Millerem. W listopadzie 1992 książka została wydana pod tytułem Pamiętnik Anastazji P.. Publikacja okazała się bestsellerem i sprzedała się w nakładzie 400 tys. egzemplarzy. Według relacji samej Domaros dzięki wydaniu książki było możliwe oddanie długów zaciąganych przez nią przez trzy wcześniejsze lata.
W 1993 wydała kontynuację pierwszego wydawnictwa pt. Anastazja P. raz jeszcze. Immunitetów i afer ciąg dalszy. W tej publikacji ogłosiła chęć startu w wyborach parlamentarnych do Sejmu RP II kadencji (1993-1997), a na ostatnich stronach publikacji wydrukowano deklarację poparcia jej kandydatury.
Próbowała sił również jako piosenkarka, wydając płytę Oczy Stefana. Z ówczesnym narzeczonym Jackiem (autor muzyki i współautor hymnu Igrzysk „Solidarności” z 1990) ma córkę Nadzieję.